# Cină

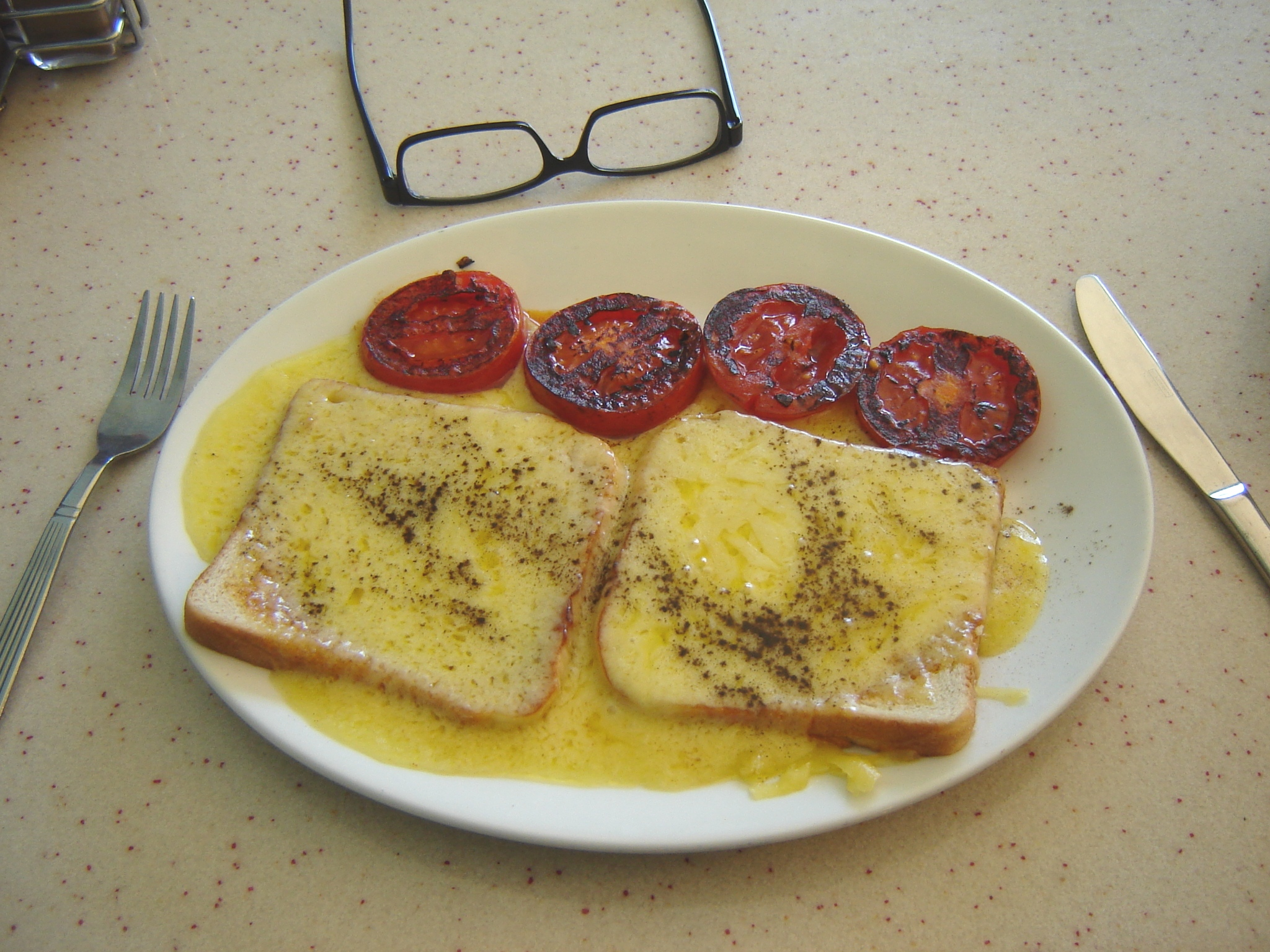
Pâinea prăjită poate fi luată atât la micul dejun cât şi la cină.

Cina este masa de seară sau și mâncarea pregătită pentru a fi servită atunci. De obicei este ultima masă a zilei și constă din produse alimentare ușor de digerat care asigură cantitatea energetică necesară pentru timpul somnului (lactate, pâine, șuncă, ș.a.m.d.). În unele țări și regiuni, spre exemplu Peninsula Iberică, cina este masa cea mai importantă a zilei, mâncărurile servite fiind asemănătoare cu cele pentru prânz din alte țări.